# Atenango del Río (kommun)
Atenango del Río är en kommun i Mexiko.   Den ligger i delstaten Guerrero, i den sydöstra delen av landet, 140 km söder om huvudstaden Mexico City. Antalet invånare är 8 390. Arean är 399 kvadratkilometer.
Terrängen i Atenango del Río är kuperad.
Följande samhällen finns i Atenango del Río:
- Atenango del Río
- Comala de Gómez
- La Carbonera